# Zeii Egiptului

Afișul filmului

Zeii Egiptului (titlu original: Gods of Egypt) este un film american și australian de aventură, epic, fantastic din 2016 regizat de Alex Proyas. În rolurile principale joacă actorii Brenton Thwaites, Gerard Butler, Nikolaj Coster-Waldau, Courtney Eaton și Geoffrey Rush. Filmul va fi lansat la 26 februarie 2016.
Butler joacă rolul zeului deșertului și al întunericului, Seth, cel care preia controlul Imperiului Egiptean, iar Thwaites interpretează rolul eroului muritor Bek care este partenerul zeului Horus, interpretat de Coster-Waldau, în misiunea lor de a salva lumea de Seth și de a recupera iubita lui Bek de pe lumea cealaltă.

## Prezentare
În Egiptul antic, unde zeii trăiesc printre muritori, regele Osiris este ucis de fratele său gelos Set în timpul încoronării fiului lui Osiris, Horus. Apoi Set îl învinge pe Horus și îi ia ochii, proclamându-se noul rege și poruncește omenirii să plătească o avere pentru a trece în viața de apoi.
Un an mai târziu, cu cea mai mare parte a țării înrobită de Set, Zaya, o sclavă a arhitectului șef al lui Set, Urshu, dă planurile piramidei lui Set iubitului ei, Bek. Cu ajutorul planurilor, Bek se infiltrează în seiful comorilor lui Set și fură unul dintre ochii lui Horus, dar el și Zaya sunt prinși de Urshu, care o ucide pe Zaya cu o săgeată în timp ce aceștia evadează. Bek duce trupul ei lui Horus exilat, împreună cu ochiul acestuia, promițând că îl va ajuta să-l găsească pe celălalt dacă o aduce pe Zaya înapoi din morți.
Ei vizitează vasul solar divin al bunicului lui Horus, Ra. Neutru în privința conflictului cu Set și în război cu fiara umbrelor, demonul Apophis care amenință că va devora lumea, Ra nu îi restabilește puterea lui Horus, ci îi permite să ia o fiolă din apa divină pentru a-l slăbi pe Set prin distrugerea deșertului. Ra explică că pierderea puterilor lui Horus este rezultatul neîmplinirii destinului său, despre care Horus a crezut că înseamnă doar să răzbune moartea părinților săi.
Set îi cere zeiței Hathor să-l ducă în lumea de dincolo, dar ea refuză și se alătură lui Bek și Horus. Ei pun la cale un plan pentru a se infiltra în piramida lui Set, recrutând pe Thoth pentru a rezolva enigma sfinxului. Trecând de intrarea piramidei și de ghicitoarea sfinxului, ei ajung la sursa puterii lui Set. Înainte de a putea folosi apa divină, sunt prinși în ambuscadă de Set, care distruge apa divină și ia creierul lui Thoth, dar Horus îi salvează pe Hathor și Bek. Hathor îl cheamă pe Anubis să-l ducă pe Bek în lumea de dincolo și îi oferă brățara sa ca plată a Zayei pentru trecerea în viața de apoi, sacrificându-se pentru că, fără brățara sa, este exilată în lumea de dincolo.
Absorbând creierul lui Thoth, inima lui Osiris, ochiul lui Horus și aripile lui Nephthys, Set îl confruntă pe Ra la bordul corabiei sale solare. Ra explică că ce a pățit rău Set au fost teste pentru a-l pregăti să ia locul lui Ra ca apărător al lumii împotriva lui Apophis. Consternat, Set decide să distrugă tărâmul vieții de apoi pentru a deveni nemuritor, folosind noile sale puteri pentru a o învinge pe Ra. Luând sulița lui Ra și aruncându-l de pe corabie, Set îl eliberează pe Apophis pentru a consuma tărâmurile muritorilor și ale lumii de dincolo.
În timp ce Apophis atacă, porțile către viața de apoi sunt închise. Zaya, după ce a refuzat cadoul lui Hathor pentru că nu și-a dorit o viață de apoi fără Bek, îl încurajează pe Bek să se întoarcă în lumea muritorilor și să-l ajute pe Horus să-l oprească pe Set. În timp ce Horus se luptă cu Set deasupra unui obelisc, Bek îl învinge și îl ucide pe Urshu, înainte de a scoate celălalt ochi al lui Horus din armura lui Set, rănindu-se de moarte în acest proces și căzând de la mare înălțime. Recăpătându-și puterea de a se transforma, Horus îl salvează pe Bek din cădere, își recuperează ochiul și realizează că adevăratul său destin era să-și protejeze poporul. Cu puterea refăcută, Horus îl învinge și îl ucide pe Set. Găsindu-l pe Ra rănit în eter, Horus îi înapoiază sulița, permițându-i lui Ra să-l respingă pe Apophis și lui Anubis să redeschidă porțile.
Un copil îi oferă celălalt ochi al lui Horus, iar zeul îl pune pe decedatul Bek în mormântul lui Osiris lângă Zaya. Pentru faptele sale, Ra se oferă să-i dea lui Horus orice putere, iar Horus cere ca Bek și Zaya să fie readuși la viață. Ra îi îndeplinește dorința și ceilalți zei sunt restaurați, cu excepția părinților lui Horus, care deja trecuseră în viața de apoi. Horus este încoronat rege și declară că accesul la viața de apoi va fi plătit doar cu fapte bune în viață. Bek este numit consilier șef și îi dă brățara lui Horus Hathor. Horus pleacă să o salveze din lumea de dincolo.

## Distribuție
- Brenton Thwaites ca Bek, hoț uman.[1]
- Gerard Butler ca Seth, un zeu al deșertului, furtunilor și străinilor în religia Egiptului antic.[2]
- Nikolaj Coster-Waldau ca Horus, un zeu al cerului și fiul lui Osiris.[3]
- Courtney Eaton ca Zaya, o fată sclavă blestemată de Set.[4]
- Geoffrey Rush ca Ra, un zeu al soarelui și tatăl lui Set și Osiris.[5]
- Élodie Yung ca Hathor, zeiță[13]
- Chadwick Boseman ca Thot, zeul înțelepciunii[14]

## Producție
Filmările principale, prevăzute cu un buget de 150 de milioane de dolari americani,  au început la 20 martie 2014 la Fox Studios din Sydney.

## Vezi și
- Listă de filme despre Egiptul antic
- Mitologia Egiptului Antic
- Listă de zei din mitologia egipteană